# Cork F.C.
Cork F.C. (irl. Cumann Peile Chorcaí) – irlandzki klub piłkarski, mający swoją siedzibę w mieście Cork na południu kraju.

## Historia
Chronologia nazw:
- 1921: Ford F.C.
- 1922: Fordsons F.C.
- 1930: Cork F.C.
- 1938: klub rozwiązano

Piłkarski klub Ford został założony w miejscowości Cork w 1921 roku z inicjatywy byłego reprezentanta kraju Harry Buckle, który akurat rozpoczął pracę w Ford Motor Company. W sezonie 1921/22 zespół startował w nowo utworzonej lokalnej South Munster League. Potem zakład zmienił nazwę na Fordson tractor, również klub przyjął nazwę Fordsons F.C. W sezonie 1922/23 ligi z północy i południa Munster połączyły się w jedyną Munster Senior League, w której startował klub Cork. W 1923 zdobył Munster Senior Cup, a w 1924 został mistrzem ligi. W 1923 klub debiutował w rozgrywkach Pucharu Irlandii, gdzie dotarł do półfinału. W sezonie 1923/24 grał w finale, a w 1925/26 zdobył Puchar kraju.
Klub dołączył do League of Ireland w sezonie 1924/25, zastępując Shelbourne United, który wycofał się z ligi 7 września 1924, dzień po rozpoczęciu oficjalnych rozgrywek. W 1926 zajął trzecie miejsce w mistrzostwach kraju. W sześciu sezonach czterokrotnie był czwartym w końcowej klasyfikacji. Po zakończeniu sezonu 1929/30 Fordsons ogłosił, że rezygnuje z dalszego finansowania klubu. Dlatego w 1930 zmienił nazwę na Cork F.C.
W sezonie 1931/32 klub zdobył wicemistrzostwo, a w 1933/34 wicemistrzostwo i Puchar kraju. W sezonie 1935/36 był trzecim w lidze i dotarł do finału Pucharu kraju. W latach 1943–1945 nie grał z powodu II wojny światowej.
Od sezonu 1936/37 zaczęły się problemy finansowe klubu. W następnym sezonie klub zaczął zbierać fundusze na podróż do meczów wyjazdowych w Dublinie. W dwóch ostatnich sezonach zajmował przedostatnie 11.miejsce w lidze. Z powodów finansowych 8 lutego 1938 roku ogłoszono o dobrowolnej likwidacji klubu.

## Sukcesy

### Trofea międzynarodowe
Nie uczestniczył w rozgrywkach europejskich (stan na 31-12-2016).

### Trofea krajowe
| \| \| Zdobyte trofea w rozgrywkach Irlandii (stan na: 31-05-2017) \| |                                                             |      |                  |
| Rozgrywki                                                            | Osiągnięcie                                                 | Razy | Sezon(y)         |
| · Mistrzostwo                                                        | I miejsce                                                   | 0    |                  |
| · Mistrzostwo                                                        | II miejsce                                                  | 2    | 1931/32, 1933/34 |
| · Mistrzostwo                                                        | III miejsce                                                 | 2    | 1925/26, 1935/36 |
| Puchar                                                               | zdobywca                                                    | 2    | 1925/26, 1933/34 |
| Puchar                                                               | finalista                                                   | 2    | 1923/24, 1935/36 |
| II liga                                                              | I miejsce                                                   | 0    |                  |
| II liga                                                              | II miejsce                                                  | 0    |                  |
| II liga                                                              | III miejsce                                                 | 0    |                  |
| Irlandia                                                             | Zdobyte trofea w rozgrywkach Irlandii (stan na: 31-05-2017) |      |                  |

## Stadion
Klub rozgrywał swoje mecze domowe na stadionie Mardyke Sports Ground w Cork, który może pomieścić 18000 widzów. Wcześniej do 1930 występował na zakładowym boisku Ballinlough Road.